# متاکالف (جورجیا)
متاکالف (به انگلیسی: Metcalfe) یک روستا در ایالات متحده آمریکا است که در شهرستان توماس، جورجیا واقع شده‌است.